# Xylobium elongatum
Xylobium elongatum är en orkidéart som först beskrevs av John Lindley och Joseph Paxton, och fick sitt nu gällande namn av William Botting Hemsley. Xylobium elongatum ingår i släktet Xylobium och familjen orkidéer. Inga underarter finns listade i Catalogue of Life.